# Preload (Linux)
Preload – rodzaj oprogramowania typu daemon, proces działający w tle w systemach GNU/Linux. Zadaniem preload jest tzw. prefetching, czyli wstępne ładowanie do pamięci najczęściej uruchamianych programów, dzięki czemu szybciej się one uruchamiają.